# Криница (коммуна)
Криница — земледельческая коммуна, созданная группой интеллигентов-народников в 1886 году возле Геленджика.

## История
Идейным вдохновителем создания коммуны был Иосиф Михайлович Коган, военный врач, который увлек своими идеями дочь либерального смоленского помещика князя Николая Друцкого-Соколинского Наталью Николаевну, с которой он познакомился в 1869 году. 
Сначала была предпринята попытка устроить коммуну в селе Никольское, имении Натальи Николаевны, которая вышла замуж за Когана. 
Затем супруги Коган вместе с сыновьями Николаем и Михаилом и со своими друзьями отправились искать землю для новой коммуны в Уфимской губернии. В 1879 году они обосновались в селении Усиха Бирского уезда Уфимской губернии в имении «Белый ключ» помещика Рахманина (Гарланд-поляна). Эта коммуна просуществовала лишь до 1882 года, так как колонистам не позволили взять землю в аренду на длительный срок; суровость уральского климата также не способствовала процветанию коммуны. 
Поэтому было решено попытаться создать коммуну в более благоприятном месте. Друзья поселились в имении приятельницы Н.Н. Коган помещицы Волковой на хуторе Волковский Гадячского уезда Полтавской губернии. Но эта коммуна просуществовала всего год, до 1883 года. 
Наконец, в 1886 году группа друзей во главе с Н.Н. Коган, В.В. Еропкиным,  З.С. Сычуговым и А.А. Сычуговой приобрела 250 десятин земли возле устья реки Пшады под Геленджиком. Всего туда прибыло 5 трудоспособных мужчин, четыре женщины и семь детей. 
В этой коммуне постоянно жили около 30 человек (вначале все обитатели Криницы размещались в одном доме из четырех комнат), а число «практикантов», временно живших в ней, доходило до 200.
Первые годы существования коммуны были тяжелыми из-за разногласий по вопросам устройства жизни, а также из-за конфликтов с местными властями, которые не признавали права на существование посёлка Криница, поскольку земля официально принадлежала лишь одному человеку, В. Еропкину.
Колонисты сеяли кукурузу, пшеницу, занимались огородничеством, но урожая не всегда хватало даже для собственного потребления. Они попытались выращивать лекарственные травы для продажи, но ожидаемого дохода это не дало. От окончательного разорения коммуну спасло виноградарство, которое стало приносить заметный доход. 
С первых лет существования коммуны в неё брали сирот из соседних станиц, а также из Поволжья. Их учили сначала грамоте, затем различным общеобразовательным предметам (до 15-16 лет). Старшим детям поручали заботу о младших. У детей была своя мастерская, свой комплект инструментов. Их возили на экскурсии в Батум, на Нижегородскую ярмарку. Многие люди, увлечённые идеями народничества, присылали своих детей в «Криницу» на время. 
Обязательным в коммуне было музыкальное образование, в праздники устраивались концерты, спектакли. 
В общине также устраивались молитвенные собрания, проходившие вполне рационалистически: «Сперва читали что-либо из Евангелия, затем пели лучшие церковные напевы и хоралы, а в конце собрания читали учения религиантов-философов, как, например, Соловьева Владимира, изучали философию Будды, Конфуция, Магомета и др. и вели горячие споры, которые затягивались далеко за полночь».
Криничане оказывали влияние на близлежащие селения (Архипо-Осиповка, Береговая), содействовали организации Широчанской общины чернорабочих, оказывали помощь интеллигентским колониям на Михайловском перевале, в Сочи (дача Уч-Дере), под Туапсе. 
Коммуна продолжала существовать и после Октябрьской революции 1917 года, однако в годы Гражданской войны многие из её старожилов погибли, а другие (молодежь, воспитанники) покинули «Криницу». В 1918 году «Криница» объединилась с толстовской колонией «Михайловский Перевал», тогда же в коммуну влилась большая группа самарцев, бежавших от голода. 
Отношения старожилов коммуны и новых поселенцев были напряженными, что приводило к доносам властям, вызывавшим аресты и высылки. 
В конце концов, «Криница» была заселена красноармейцами 22-й Кавказской дивизии, а 1929 году коммуна превратилась в колхоз «Знамя марксизма». Сейчас село Криница является курортным посёлком.